# Кундышский
Кундышский (мар. Кундыш) — посёлок в Килемарском районе Республики Марий Эл. Входит в состав Красномостовского сельского поселения.

## География
Находится в западной части республики Марий Эл на расстоянии приблизительно 27 км по прямой на юго-восток от районного центра посёлка Килемары.

## История
Образован в 1956 году в связи с переводом лесоучастка Коноплянник Йошкар-Олинского леспромхоза. Первоначально здесь в 1 доме проживали 4 семьи. В 1957 году уже насчитывалось более 10 семей рабочих. В 1960 году в посёлке числилось 59 хозяйств. В 1961 году открыли фельдшерский пункт, в 1962 году — магазин, столовую ОРСа Медведевского леспромхоза. В 1967 году в 65 хозяйствах проживали 327 человек. В 1970 году в посёлке числилось 87 хозяйств.

## Население
Население составляло 114 человек (русские 46 %, мари 51 %) в 2002 году, 77 в 2010.